# Tour de San Martino della Battaglia
La tour de San Martino della Battaglia (en italien : Torre di San Martino della Battaglia) est une tour située à San Martino della Battaglia, frazione de Desenzano del Garda, dans la région de Lombardie en Italie. Elle commémore la bataille de San Martino.